# 甘氏巨螯蟹
甘氏巨螯蟹，有时被称作“杀人蟹”，是已知世界上現存体型最大的甲殼動物、十足目短尾下目蜘蛛蟹總科巨螯蟹屬唯一的現存種。

## 分類變化
甘氏巨螯蟹最在1836年由西方的科學家康拉德·雅各·特明克描述時，依據由菲利普·弗蘭茲·馮·西博爾德在日本的人工島出岛採集的資料，被認為是蜘蛛蟹屬的成員。種加詞是紀念德國博物學家恩格尔贝特·肯普弗，他在1690年到1692年於日本居住，為該國編撰自然歴史。1839年，威廉·德·哈恩把本物種移往尖頭蟹屬 （Inachus）一個新成立的亞屬巨螯蟹亞屬（Macrocheira）。1886年，巨螯蟹亞屬被愛德華·J·米思提升成為巨螯蟹屬。
巨螯蟹屬原屬於蜘蛛蟹科之下的尖頭蟹亞科，今屬蜘蛛蟹總科之下的尖頭蟹科。不過，巨螯蟹屬跟其他尖頭蟹科的物種相異頗大，所以有建議認為巨螯蟹屬應該獨立出來成為獨立一個科。
巨螯蟹屬除了甘氏巨螯蟹以外，還包括另外四個化石種。

## 外形

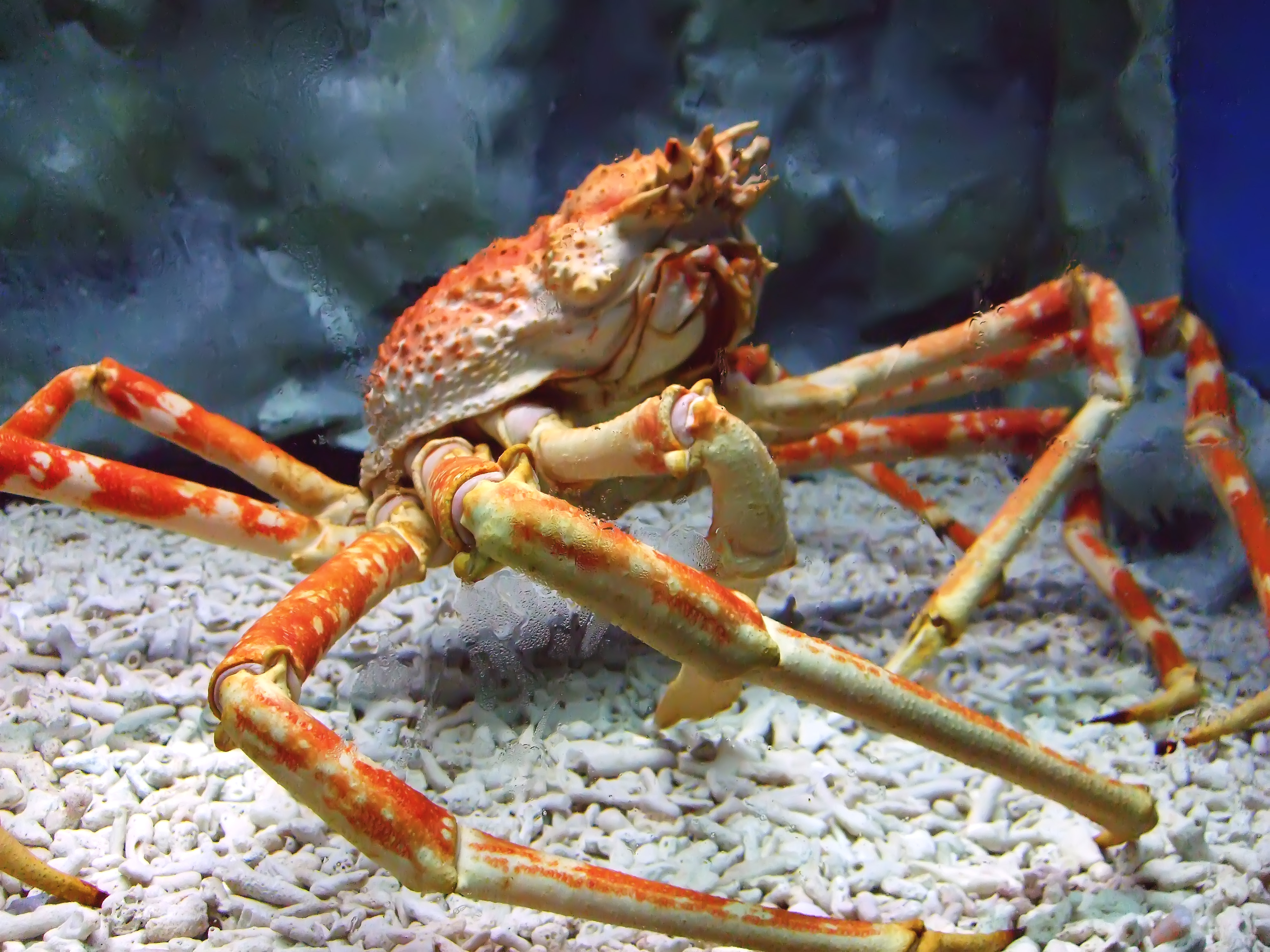
馬尼拉海洋館里的甘氏巨螯蟹

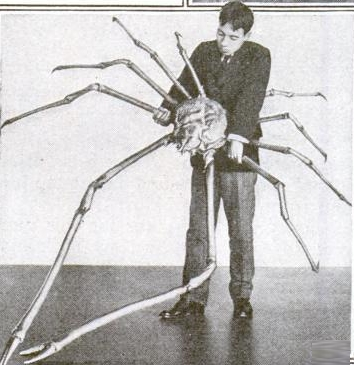
美國自然歷史博物館的標本，腿展開長3.8 m

體深橙色，有十長肢，上有白斑，前兩肢發展成螯。最大的樣本腿展開後長4.2公尺、體長38公分，重20公斤，壽命達100年。
兩隻複眼長在身體前方，之間有兩根棘刺。

## 分佈與習性
生活在日本岩手縣至台灣東北角以外的太平洋海域深500-1,000公尺、均溫十到十五攝氏度的海底淤泥地形。以鯊魚、盲鰻、螃蟹、各種魚類為食物。
渡群體生活，並以螯勾倒對手決定地位高低。領袖擁有在石頭上休息的權利，但清醒時會站得最高，如果有其他蟹站得比它高，領袖會將牠踩低。
2003年台灣研究機構宣佈首次有人工配對並產下一百萬顆卵的記錄。

## 與人類的關係
在日本是一種食品，亦作研究和觀賞用。